# Gordan Giriček
Gordan Giriček (Zagreb, Croacia, 20 de junio de 1977) es un exjugador de baloncesto croata, que disputó 6 temporadas en la NBA y varias en Europa hasta su retirada en 2011. Con 1,98 metros de estatura, jugaba en el puesto de escolta.

## Trayectoria deportiva

### Europa
Comenzó su carrera baloncestista en un modesto club llamado Jedinstvo Zagreb, de tercera división croata. En 1993 fichó por la Cibona, con los que ganó cinco ligas consecutivas, mientras que en el Draft de la NBA de 1999 fue seleccionado por Dallas Mavericks en el puesto 40 de la segunda ronda y traspasado inmediatamente a San Antonio Spurs por Leon Smith. Sin embargo, nunca jugaría en los Spurs, quienes traspasaron sus derechos a Memphis Grizzlies por una elección de segunda ronda de 2004.
En 1994 ganó la medalla de plata en el Campeonato de Europa Junior con la selección croata. Permaneció en Croacia hasta 2001, fichando por el CSKA Moscú hasta 2002. Con este equipo ruso promedió 22.9 puntos, 3.1 rebotes y 1.6 asistencias en la Euroliga.

### NBA
Llegó a la NBA en 2002 con Memphis Grizzlies, anotando 29 puntos en su primer partido. Durante la temporada 2002-03, fue traspasado a Orlando Magic con Drew Gooden a cambio de Mike Miller, Ryan Humphrey y una futura elección de primera y segunda ronda. Finalizó la campaña siendo nombrado en el segundo mejor quinteto de rookies. En su primera temporada en la NBA promedió 12.3 puntos y 3.1 rebotes en 76 partidos (49 con los Grizzlies y 27 con los Magic). Durante la 2003-04, cambió de equipo una vez más, llegando a Utah Jazz por DeShawn Stevenson y una futura elección de segunda ronda. En diciembre de 2007, a causa de un enfrentamiento personal con su entrenador Jerry Sloan, es traspasado a Philadelphia 76ers a cambio de Kyle Korver.
Tras ser cortado por los 76ers, Giricek fichó por Phoenix Suns el 4 de marzo de 2008, debutando ese mismo día en la victoria ante Portland Trail Blazers. En agosto de 2008 decidió regresar a Europa, fichando por el Fenerbahçe Ülkerspor por dos temporadas.
En diciembre de 2010 regresa al Cibona Zagreb, donde juega un año y se retira de la práctica activa del baloncesto.

## Estadísticas de su carrera en la NBA

### Temporada regular
| Año     | Equipo       | PJ  | PT  | MPP  | %TC  | %3P  | %TL   | RPP | APP | ROB | TPP | PPP  |
| ------- | ------------ | --- | --- | ---- | ---- | ---- | ----- | --- | --- | --- | --- | ---- |
| 2002–03 | Memphis      | 49  | 35  | 24.2 | .433 | .354 | .822  | 2.2 | 1.4 | .4  | .1  | 11.2 |
| 2002–03 | Orlando      | 27  | 27  | 35.6 | .440 | .328 | .816  | 4.8 | 2.5 | 1.1 | .1  | 14.3 |
| 2003–04 | Orlando      | 48  | 25  | 29.9 | .440 | .407 | .827  | 3.4 | 1.7 | .9  | .2  | 10.2 |
| 2003–04 | Utah         | 25  | 18  | 24.2 | .431 | .359 | .883  | 2.5 | 1.7 | .6  | .2  | 13.5 |
| 2004–05 | Utah         | 81  | 44  | 20.5 | .448 | .362 | .810  | 2.2 | 1.7 | .6  | .1  | 8.8  |
| 2005–06 | Utah         | 37  | 36  | 25.8 | .433 | .305 | .754  | 1.9 | 1.7 | .4  | .1  | 10.6 |
| 2006–07 | Utah         | 61  | 6   | 19.5 | .462 | .426 | .816  | 2.1 | 1.0 | .5  | .1  | 7.8  |
| 2007–08 | Utah         | 22  | 0   | 12.7 | .402 | .353 | 1.000 | 1.4 | .7  | .6  | .1  | 4.3  |
| 2007–08 | Philadelphia | 12  | 0   | 9.2  | .317 | .333 | .750  | 1.2 | .9  | .2  | .1  | 3.1  |
| 2007–08 | Phoenix      | 22  | 0   | 20.1 | .497 | .380 | .941  | 2.3 | 1.6 | .4  | .1  | 8.8  |
| Total   | Total        | 384 | 191 | 23.0 | .442 | .368 | .823  | 2.5 | 1.5 | .6  | .1  | 9.6  |

### Playoffs
| Año     | Equipo  | PJ | PT | MPP  | %TC  | %3P  | %TL   | RPP | APP | ROB | TPP | PPP |
| ------- | ------- | -- | -- | ---- | ---- | ---- | ----- | --- | --- | --- | --- | --- |
| 2002–03 | Orlando | 7  | 7  | 31.9 | .464 | .333 | .818  | 3.1 | 1.0 | .3  | .1  | 9.4 |
| 2006–07 | Utah    | 17 | 3  | 18.1 | .418 | .538 | .875  | 1.6 | 1.0 | .2  | .1  | 6.1 |
| 2007–08 | Phoenix | 5  | 0  | 16.0 | .333 | .250 | 1.000 | 1.4 | .4  | .4  | .0  | 3.4 |
| Total   | Total   | 29 | 10 | 21.0 | .424 | .444 | .871  | 2.0 | .9  | .2  | .1  | 6.4 |

## Palmarés

### Cibona Zagreb
- Liga de Croacia (5): 1997, 1998, 1999, 2000 y 2001
- Copa Krešimir Ćosić (2): 1999 y 2001

### Fenerbahçe
- Liga de Turquía (1): 2010
- Copa de Turquía (1): 2010

### Consideraciones individuales
- Segundo Mejor Quinteto Rookies de la NBA (1): 2003
- Seleccionado en el Rising Stars Challenge (1): 2003
- Seleccionado en el All-Star de la Liga de Croacia (3): 1998, 2000 y 2001
- MVP del All-Star de la Liga de Croacia (1): 1998